# Batalla de Pidna
La batalla de Pidna fue un enfrentamiento militar librado en el contexto de la tercera guerra macedónica el 22 de junio de 168 a. C., cerca de Pidna, en el golfo de Tesalónica, al noreste de la actual Grecia. En ella se enfrentaron las legiones de la República romana del procónsul Lucio Emilio Paulo y la falange del Reino de Macedonia mandado por el rey Perseo. La batalla terminó con una decisiva victoria de los romanos.

## Antecedentes
Filipo V de Macedonia murió en el 179 a. C., después de haber sido vencido por los romanos en Cinoscéfalas cuando intentaba devolver a Macedonia su antigua gloria y poderío, fue sucedido por su hijo Perseo, que heredó su reino y su odio a los romanos. Éste envió embajadores a los romanos para ganar tiempo fingiendo querer renovar los tratados de paz, pero el Senado romano sabía de sus intenciones, así que para engañarlo aceptaron.
En 171 a. C. empezó una nueva guerra, en la que el nuevo monarca supo detener a los ejércitos y flotas romanos por la inexperiencia de sus comandantes. El pueblo romano estaba molesto, pues no podía creer que los restos del ejército de Filipo V pudieran causarles tal daño. Además, Perseo lanzó una campaña contra los dárdanos en la que mató 10 000 bárbaros e hizo mucho botín. También agitó a los bastarnos e ilirios para poder avanzar por la costa del mar Adriático, cruzar la Galia Cisalpina e invadir la península itálica. Al enterarse, los romanos buscaron un comandante con experiencia y el elegido fue un anciano pero experimentado Lucio Emilio Paulo.
Paulo inicialmente rechazó el nombramiento, pero ante la insistencia de la multitud aceptó. En su discurso criticó a aquellos que en reuniones sociales en la capital decían cómo debía dirigirse la guerra en Macedonia.  Era su segundo consulado y le mandaron encargarse inmediatamente de la guerra. En su primer mandato, en el 181 a. C., realizó una campaña contra los ligures ingaunios, que se dedicaban a la piratería y cortaron el comercio con Hispania. Con apenas 8000 soldados obligó a los guerreros ligures, cinco veces más numerosos, a refugiarse en sus fortalezas y les forzó a negociar. Les quitó la mayoría de sus naves pero no destruyó sus ciudades porque deseaba convertirlos en un estado tapón que contuviera posibles invasiones galas a Italia. También devolvió a sus hogares a los numerosos cautivos hechos por los ligures. Anteriormente, en 191 a. C., fue pretor de la Hispania Ulterior, aunque con poderes que lo elevaban a procónsul, y en una campaña contra los lusitanos dio muerte a 30 000 enemigos.
Según el libro de Marco Tulio Cicerón, Sobre la adivinación, tras su nombramiento, el pueblo escoltó al cónsul hasta su casa, donde Emilia Tertia, su hija pequeña, se le acercó llorando. Paulo la tomó en brazos y le preguntó qué pasaba, y ella le respondió abrazándolo y llorando: «¿No sabes padre, que nuestro Perseo ha muerto?». Así se llamaba su cachorro. El cónsul exclamó: «¡Buena fortuna, hija mía! Acepto el presagio».

Localización de Pidna en Grecia.

Al día siguiente, se eligieron pretores a Cneo Bebio Tánfilo, Lucio Anicio Galo, Cneo Octavio, Publio Fonteyo Balbo, Marco Ebucio Helva y Cayo Papirio Carbón. El Senado estaba ansioso por comenzar la guerra, por lo que exigió comenzar los preparativos inmediatamente, mandando a los pretores hacer levas en sus provincias, decidir cuál cónsul estará al mando del ejército y al pretor a cargo de la flota. También considerar qué necesitaban para la campaña, consultar al Senado en lo referente a los objetivos y adelantar las festividades religiosas para no atrasar la campaña. Rápidamente se decidió que Paulo iría a Macedonia y su colega, Cayo Licinio Craso, se quedaría en la península itálica. Además, los pretores Tánfilo y Galo quedarían en Roma, este último esperando ir donde el Senado lo mandara, Octavio a cargo de la armada, Balbo de Hispania, Helva de Sicilia y Carbón de Sardinia.
Inmediatamente después de su nombramiento, el nuevo cónsul centró sus pensamientos y fuerzas en la guerra. Solicitó al Senado el envío de comisionados para verificar el auténtico estado del ejército y la flota, el poderío del enemigo, las posiciones que aún se mantenían en el frente, cuáles aliados seguían fieles a la República, cuáles eran dubitativos, dónde estaban los almacenes con armas, cómo se podían llevar nuevos suministros y qué se había logrado en las últimas campañas. Su colega consular propuso ante el Senado a los enviados, que fueron aprobados por Paulo: Cneo Domicio Enobarbo, Aulo Licinio Nerva y Lucio Bebio, que comenzaron el viaje dos días después.

## Campaña
Acabado el año 169 a. C., el Senado estaba impaciente pero Paulo estaba esperando a los enviados, que acababan de llegar a Brindisi desde Dirraquio (Durrës). Él decía que una vez tuviera la información necesaria empezaría la campaña en pocos días. Al día siguiente de su arribo, los enviados tuvieron una audiencia senatorial. Informaron que romanos y macedonios estaban separados solo por el río Enipeo, con el rey sin desear atacar a las legiones y el invierno cesando toda actividad militar, pero las fuerzas romanas estaban en serio peligro si no recibían refuerzos urgentemente. Perseo había destruido la campiña cercana para negarles los suministros y al permanecer tan cerca de los romanos les impedía moverse, lo que significó que las legiones no pudieron actuar cuando Tesalia pasó a control enemigo, perdiendo su fuente de granos. En cuanto a la flota, muchos marineros habían muerto de peste, provocando que algunos barcos no tuvieran suficientes tripulantes, y los que quedaban no habían recibido paga o vestimentas.

Mapa de las guerras macedónicas.

Después de escucharlos, el cónsul mandó organizar la expedición. El Senado nombró tribunos militares para las legiones movilizadas. Luego seleccionó a las unidades y oficiales que lo acompañarían, con el pretor Octavio encargado de reorganizar la flota en Macedonia. Después que el Senado aprobara sus decisiones salió ante la asamblea popular y anunció que confiaba en la ayuda divina para concluir la campaña de forma victoriosa. Se celebró un ritual religioso y sacrificios, partiendo con Octavio a Macedonia. Multitudes lo despidieron, confiando en sus dotes de mando para vencer.
Tuvo un fácil y veloz viaje hasta las bases del ejército romano en campaña. Entre tanto, la avaricia de Perseo con sus tesoros causaba problemas al ejército macedonio, pues acamparon en su base de Alexandrópolis 10 000 jinetes y 10 000 infantes bastarnos, veteranos guerreros dispuestos a luchar por él. Sin embargo, el monarca se negó a contratarlos por el alto costo que le suponía, el cual igualmente podía pagar. Por otra parte, consideraba que 5000 celtas a caballo eran suficientes y traer al resto era demasiado riesgoso. Así los despidió de vuelta al Danubio.
Luego que los ilirios arrestaran a una embajada romana, creyendo que estaban involucrados en la guerra, Perseo se negó a pagarles el dinero prometido, unos 3000 talentos de plata. A cambio, los ilirios enviaron rehenes. Esto debilitó a los ilirios, cuyo rey, Gencio, y su familia fueron vencidos y expulsados por el pretor Anicio Galo. Pantauco, el asesor macedonio enviado con los ilirios les había aconsejado prepararse para la guerra y fortificar las ciudades, especialmente las ubicadas en las costas ilirias y epirotas, además de reforzar su flota. También intentó convencer a los rodios de unirse a su causa prometiéndoles que fácilmente ganarían, sabedor de su poderío naval neutralizaría a las fuerzas romanas en mar y tierra. Sus partidarios propusieron al pueblo el aliarse con el rey, pero fracasaron; algo similar sucedió en Cos. De hecho, los romanos capturaron a los mensajeros y expusieron las cartas que los promacedonios intercambiaron con Perseo. Según Polibio, los macedonios tuvieron éxito en poner a los rodios a su favor después que se sometiera a votación la decisión. Sin embargo, se decidió también enviar una embajada a intentar negociar el fin de la guerra.
Debe mencionarse que en Rodas y en casi todos los estados griegos había una división respecto a la guerra: había quienes estaban contra de Perseo pero no hicieron nada por apoyar a los romanos, los que deseaban una alianza con el monarca pero no se atrevían a animar a sus compatriotas por aquel camino, y finalmente, los que abiertamente buscaban dicha alianza. Los molosos optaron por apoyar a Perseo (y sus líderes pagaron las consecuencias con la vida), En las regiones de Acaya, Tesalia y Perrebia muchos hombres fueron acusados de permanecer neutrales a la espera de los acontecimientos o favorecer secretamente a Macedonia, aunque nunca condenados.
El rey macedonio también envió embajadores a Eumenes II de Pérgamo y Antíoco IV de Siria para animarlos a luchar contra una república, concepto por definición hostil a los monarcas: «los romanos están acostumbrados a atacar a los reyes individualmente; y, lo que es más vergonzoso, conquistarlos por el poder de otros reyes», una vez que acaben con la monarquía en Macedonia pasaría lo mismo en Asia y Siria. Pero Eumenes II no deseaba que el macedonio ganara la guerra y se volviera el amo absoluto de Grecia, unido a la antipatía tradicional entre sus dos dinastías, la mutua desconfianza y que el rey de Pérgamo no olvidaba la considerable ayuda romana en sus guerras contra Antíoco III y Perseo, significaba que ambos no dejaran de intrigar contra el otro. Posteriormente, al no ver progresos en la guerra por parte de Paulo y que los etolios estaban por rebelarse contra la República, pensó que los romanos no podrían vencer y resolvió intentar mediar para lograr un tratado de paz. Perseo escuchó el ofrecimiento pero no creía en la sinceridad porque el asiático exigía un previo pago por negociar. Finalmente, Eumenes II exigió 1000 talentos a cambio de permanecer neutral y 1500 por la paz.
El monarca acampó a los pies del monte Olimpo, seguro que el romano no se atrevería a atacarlo. Su enemigo estaba en la zona costera, con una tropa molesta por tener que beber el agua salobre de pozos cercanos al mar, así que su general mandó extraer agua cavando pozos en el propio monte. Paulo impuso disciplina a su alicaído ejército y ordenó a los vigías hacer sus guardias nocturnas sin lanzas para que estuvieran más alertas. Como su consulado acabó pasó a ser procónsul.
Permaneció quieto por varios días a pesar de la cercanía de los macedonios. Fue entonces, en medio de las deliberaciones de él y sus oficiales, que se enteró de la existencia de un camino que permitía rodear el monte Olimpo por el oeste en lugar del estrecho camino oriental que bordeaba la costa. Tanto Publio Cornelio Escipión Nasica Córculo, yerno de Escipión el Africano, como Quinto Fabio Máximo Emiliano, primogénito de Paulo, se ofrecieron para dirigir la fuerza con la misión de envolver al enemigo. Paulo eligió al primero dándole el mando del ala izquierda, formada por 5000 aliados itálicos, 120 jinetes y 200 tracios y cretenses. Comenzaron la marcha hasta llegar al pueblo de Heracleum, y al atardecer comenzó a seguir el sendero occidental hacia Pitio. Al anochecer acamparon pero Perseo, que había permanecido inactivo porque había visto a Paulo no hacer ningún movimiento en su campamento, se enteró por un desertor cretense de la maniobra de Nasica. Confundido, decidió enviar 10 000 mercenarios y 2000 macedonios al mando de Milo a bloquear el paso. Entendía que usando los pasos montañosos de noche, los romanos podían ponerse en su retaguardia y aislarlo de Pidna o coordinarse con su flota para atacarlo por atrás. Lo mejor era retroceder hacia la ciudad. Esta fuerza acampó sin tomar muchas precauciones y cuando los soldados dormían fueron atacados por Nasica, quien los forzó a huir a la llanura. El comandante romano atravesó con un pilum (jabalina) a un mercenario tracio que se lanzó sobre él y Milo tuvo que huir sin su armadura. En el combate destacaron las tropas de Liguria.
Enterado del desastre, el monarca mandó levantar el campamento (ubicado a orillas del río Elpeo) y retirarse al norte del Esón. Se abandonaron las posiciones cercanas a las montañas, amenazadas por la fuerza de Nasica, y se establecieron cerca de la ciudad de Pidna. Tenía dos opciones: presentar batalla en las cercanías de la ciudad o retirarse al norte a refugiarse en las ciudades de su reino, obligando al enemigo a atacarlo a un alto coste. El rey revisó el ánimo de la tropa, muy dispuesta a defender a sus familias y fiel a su soberano. Perseo decidió construir un nuevo campamento y organizar a sus soldados para la batalla.

## Fuerzas enfrentadas

### Macedonios
En los años anteriores a su fenecimiento, encubierto por un aparente sometimiento a Roma, Filipo V reunió armas, dinero y hombres aptos para el combate en las fortalezas más remotas de sus dominios mientras en las zonas costeras aparentaba debilidad para calmar a la República. Con el tiempo llegó a concentrar 30 000 soldados propios y dinero suficiente para pagar a 10 000 mercenarios por una década. Esta preparación era desconocida completamente por los romanos. Así, según Plutarco, el ejército de Perseo se componía de 4000 jinetes y «no menos» de 40 000 «lacayos» o infantería pesada. Tito Livio lo reduce a 30 000 efectivos en total.
Basados en las fuentes antiguas, a inicios del siglo XX, los historiadores alemanes Johannes Kromayer y Georg Veith estimaron las fuerzas del rey en 43 000 efectivos, de los que 13 000 eran infantes ligeros y caballería. Posteriormente, Antonio Santosuosso, historiador, modificaría ligeramente estas cifras: 21 000 falangistas (3000 de élite), 19 000 infantes ligeros y 4000 jinetes.
Según el historiador militar de origen italiano, Gabriele Esposito, un ejército antigónida se componía de unos 15 000 falangistas macedonios organizados en tres divisiones (strategiai) llamados peltastas, calcáspidas y leucáspidas según sus años de servicio. Cada una era mandada por un general (strategos) y se organizaba en cinco batallones (chiliarchies) de mil hombres dirigidos por un oficial (hegemon). Los batallones que se dividían en cuatro falanges (speirai) que se subdividían en cuatro compañías (tetrarchiai). Cada compañía se componía de cuatro filas de dieciséis hombres conocidas como dekas. Los peltastas (no confundir con la infantería ligera de igual nombre) eran los reclutas más jóvenes (20-35 años), solían servir fuera del reino y usaban dos de sus batallones como vanguardia y guardia de infantería del rey (agêma). En caso de emergencia, los calcáspidas (35-45 años) podían servir fuera de Macedonia, aunque los leucáspidas siempre permanecían como fuerza defensora. Respecto de la caballería, se organizaba en un hiera ile, «Escuadrón Sagrado», de unos 400 jinetes, y trece escuadrones (ilai) corrientes de 200 hombres cada uno, resultando en una fuerza de 3000 guerreros montados aproximadamente. Los reyes mercenarios completaron sus fuerzas contratando mercenarios, según Esposito probablemente nunca más de 2000 gálatas y 1000 a 3000 tracios, peonios y agrianos, quienes luchaban como infantería ligera o tureóforos.

### Romanos
La República se fue a la guerra contra Macedonia con mayor estabilidad interna que al estallar la segunda guerra púnica, pidiendo la ayuda de sus aliados como Masinisa de Numidia y Eumenes II de Pérgamo, además de reclutar un mayor número de ciudadanos. En total, los romanos y aliados tenían 100 000 efectivos movilizados, equivalentes a ocho legiones, de las que un par acompañó al procónsul a la guerra. Eso significa que Paulo tenía para su campaña al típico ejército consular de la época: dos legiones de ciudadanos, dos alae, «alas», de socii, «socios», itálicos y auxiliares locales.
Se encargó al otro cónsul, Craso, reclutar 7000 soldados de infantería y 200 de caballería entre los ciudadanos y exigir a los aliados igual número de a pie y el doble de montados. También se ordenó al gobernador de la Galia Cisalpina, Cneo Servilio Cepión, levantar 600 jinetes. Todos estos debían ir a Macedonia con Paulo. Con estos se organizaron las dos legiones de campaña, cada una de 6000 infantes y 300 jinetes. Los restantes se dispersarían entre las guarniciones. También se decidió dar de alta a los soldados que estaban en Macedonia y no podían seguir luchando. Por último, se reclutaron 5000 marineros para la flota y dos legiones (5200 infantes y 300 jinetes cada una) entre los ciudadanos y 10 000 infantes y 800 jinetes aliados para luchar en Iliria. A Craso se le mandó reclutar dos legiones romanas y 10 000 aliados a pie y 600 montados para defender la Cisalpina. Por último, se sabe que Masinisa aportó con 1000 jinetes y 22 elefantes de guerra a la campaña.
Kromayer y Veith creían que posiblemente, el procónsul tendría 38 000 soldados en el campo de batalla, de los que 10 000 irían montados o serían infantería aliada, aparte de 22 paquidermos. Santosuosso hablaría de 33 400 infantes y 4200 jinetes, pero manteniendo el número de elefantes.

## Batalla

### Preparativos
Versión de Plutarco
                     Ejército macedonio (Perseo)
                     Ejército romano principal (Lucio Emilio Paulo)
                     Milo
                     Maniobra de flanqueo (Publio Cornelio Escipión Nasica Córculo)
Versión de Hammond, Walbank y Burton
                     Ejército macedonio (Perseo)
                     Ejército romano principal (Lucio Emilio Paulo)
                     Maniobra de flanqueo ( Publio Cornelio Escipión Nasica Córculo)
El terreno elegido parecía inmejorable para los macedonios. Una llanura plana y sin obstáculos, perfecta para la falange. En los alrededores colinas donde la infantería ligera podía ocultarse y atacar los flancos. Además, era atravesada por los ríos Esón y Leuco, no muy profundos, pero que darían a los romanos problemas cuando intentaran cruzarlos.
Paulo, tras recibir los informes de Nasica, avanzó hasta la llanura pero cuando vio las posiciones y número del enemigo ordenó detenerse. Sin embargo, los oficiales más jóvenes, sobre todo un envalentonado Nasica, le insistía en que diera batalla. El viejo procónsul les respondió sonriendo: «Sí, si tuviera tu juventud, pero muchas victorias me enseñaron los errores de los vencidos y me prohíben unirme a la batalla, inmediatamente después de una marcha con una falange que ya está elaborada y completamente formada». Mandó a sus mejores cohortes formar una pantalla mientras el resto de la tropa cavaba trincheras y construía un campamento. Así, sin que los macedonios se dieran cuenta, los romanos habían roto filas y no estaban en condiciones de luchar. El rey Perseo tampoco estaba muy interesado en atacar y no hubo batalla ese día.
Durante la noche, los romanos se prepararon para dormir después de comer pero justo se produjo un eclipse lunar. Esto llevó a los legionarios a intentar recuperar la luz del satélite mediante el choque de objetos de bronce y fogatas, según era su costumbre. En cambio, los macedonios se asustaron pues se extendió el rumor que el evento significaba el fin de su rey. Paulo era un hombre muy devoto y en cuanto emergió la luna nuevamente hizo sacrificar 9 novillos. Luego, al amanecer, hizo sacrificar 20 bueyes, dando ánimos a sus legionarios. Después de jurar a sus dioses una hecatombe, mandó a sus oficiales organizar al ejército. Esperó hasta la tarde para atacar, para evitar que la luz del sol le llegara de frente a sus soldados y los deslumbrara.

### Escaramuzas
No hay claridad sobre lo que pasó, pero mientras Paulo pensaba un plan para provocar a los macedonios y que le atacasen, un caballo se escapó y fue a dar a las filas del ejército de Perseo seguido por sus cuidadores, comenzando la batalla. Otros dicen que un tracio llamado Alejandro mandó a los suyos a atacar a las bestias de carga romanas mientras pastaban y 700 ligures fueron a detenerlos, lucha que pronto se generalizó. Esto hizo que el procónsul saliera de su tienda y avanzara al frente de su ejército hasta donde se libraban las escaramuzas.
Al parecer había grupos de ambos bandos abasteciéndose del agua del río que discurría entre sus respectivos campamentos; cada uno en su orilla vigilando al oponente. Los romanos dispusieron una cohorte de marrucinos y otra de pelignos, aparte de dos alas de caballería samnita al mando del legado Marco Sergio Silo. Además, frente a su campamento Paulo ordenó que una cohorte de firmianos, otra de vestinos y otra de cremonianos más una ala de jinetes de Placentia y otra de Aesernia mandados por el legado Cayo Culvio como segunda línea defensiva. Tras un rato de paz, un caballo romano escapó (el rumor afirma que esto fue fingido para provocar al enemigo a atacar) y tres legionarios cruzaron el río persiguiéndolo, enfrentando a dos tracios que querían atraparlo, dando muerte a uno. Pero en la orilla había 800 tracios que se enfurecieron al ver lo ocurrido y atravesaron las aguas por venganza, comenzando el combate con la guardia de Silo. Las dos partes enviaron sucesivamente refuerzos hasta que la escaramuza se volvió un combate importante, sacando a Paulo de su tienda, quien decidió aprovechar la ocasión. Según Plutarco, fue entonces que el procónsul mandó celebrar 21 sacrificios y los arúspicios declararon que con el último había augurios favorables.
Paulo montó su caballo y empezó a ordenar al ejército que formara para la batalla. Entre tanto, Escipión Násica volvió de la escaramuza, donde había sido enviado a inspeccionar, anunciando que Perseo se acercaba con todas sus fuerzas. La primera línea macedonia la formaban los tracios, altos guerreros con túnicas negras cubiertas por armaduras negras, largas espadas y escudos relucientes, lo que les daba un aspecto feroz. Le seguían otros mercenarios de muchos pueblos, incluyendo panonios, todos ellos armados según su etnia. Una tercera fila estaba formada por macedonios con armaduras doradas y abrigos escarlatas, los leucáspidas, a los que seguían la falange con sus escudos de bronce gritando vítores, los calcáspidas, que formaron a la derecha de la línea. Sus flancos iban protegidos por la infantería ligera (psiloi, peltastas e hipaspistas). La llanura se iluminaba con el brillo de sus armas y en las colinas se escuchaba el eco de sus cánticos. Estas fuerzas fueron tan rápidas que se aproximaron muchísimo al campamento de los romanos.
Los romanos formaron sus manípulos en su línea triple tradicional (asteros, príncipes y triarios), enviando los vélites delante para tantear los puntos débiles de la falange.

### Combate

Mapa de las posiciones de ambos ejércitos al inicio de la batalla.

Los romanos se acercaron, pero no podían acercarse a los macedonios para atacarlos con sus gladius (espadas cortas) porque la falange los alejaba con sus sarisas (picas). El muro de escudos y lanzas tan potente llegó a atemorizar al procónsul, que nunca antes había enfrentado algo así y en los años posteriores lo reconoció. Sin embargo, ante sus soldados se paseaba alegre y sonriente, sin yelmo ni coraza. Entre tanto, Perseo fue a Pidna a hacer sacrificios a Heracles apenas comenzó la batalla, según los romanos, porque era un cobarde. Sin embargo, un tal Posidonio de Apamea, que afirma ser veterano de esa guerra, dice que el monarca no se retiró por cobarde sino porque el día anterior su caballo le había dado una patada en la pierna. También que el rey mando que aunque sus amigos le decían que no lo hiciera por su herida, ordenó traerle un caballo de carga y lo montó sin armadura para animar a su falange. Fue en ese momento que lo alcanzó un pilum romano. El rey huyó con su caballería sin luchar en la batalla decisiva.
Los romanos no pudieron hacer retroceder a los macedonios y Salvio, comandante de sus aliados itálicos pelignos, tomó el estandarte de sus tropas y lo lanzó entre el enemigo, luego cargó seguido por sus hombres, dándose un sangriento combate porque los pelignos deseaban recuperar el simbólico objeto mientras los macedonios luchaban por quedárselo. Los legionarios intentaban apartar las sarisas con sus espadas o agarrarlas y romperlas con sus manos, introduciéndose entre el enemigo para apuñalarlo pero la falange siguió avanzando ensartando a todo el que tenía enfrente, especialmente a los pelignos y marrucinos que se arrojaban osadamente sobre ellos. La primera línea romana fue destrozada y la segunda no tuvo mejor suerte, forzando a los vencidos a retirarse al monte Olocrus, aunque los legionarios no habían roto sus filas. Esto llevó al procónsul a rasgar sus vestiduras de dolor. Entre los que se retiraban por no poder enfrentar a la poderosa falange estaba el mismo procónsul.
Pero sucedió que el terreno en que entraron los macedonios era muy accidentado en que no podían mantener su falange unificada. Paulo vio que la línea enemiga presentaba fisuras y los macedonios se separaban entre sí. Los que entraban por zonas elevadas quedaban separados de los que se introducían en las áreas más llanas, además que la línea macedonia parecía haberse estirado demasiado. Según Sexto Julio Frontino, esta retirada se produjo por orden del procónsul para atraer a Perseo a un terreno irregular que ya había seleccionado. Paulo dio órdenes a sus oficiales y estos a sus soldados. Con él mismo a la cabeza de una legión, los manípulos atacaron por las fisuras con rapidez. Los legionarios quedaron admirados al ver como el procónsul, un anciano con seis décadas de vida, se lanzaba a la carga y pronto el espacio entre ambas fuerzas desapareció. En su caso particular, Paulo dirigió su unidad contra los calcáspidas. Entre tanto, el legado Lucio Albino mandó la otra legión contra los leucáspidas, que estaban en el centro macedonio. En el ala derecha romana, la caballería aliada cargó precedida por los elefantes e hizo retroceder a la izquierda enemiga. Los jinetes de la izquierda romana, al ver que la falange aún resistía, recibieron órdenes de cargar contra el flanco de la infantería macedonia, protegiéndose con sus escudos de las picas, logrando romper a muchas de ellas en ese sector y forzando a los enemigos a empezar la fuga.
En el centro, la legión de Albino dispersó a la falange, cuyos soldados primero se desordenaron, luego vacilaron y finalmente rompieron filas. Las líneas macedonias eran irresistibles con formación compacta y las sarisas listas, como habían aprendido los pelignos al comienzo de la batalla, siendo posible que de haberse mantenido firmes las legiones hubieran sido derrotadas. Pero cuando el soldado macedonio debe luchar individualmente no puede girar adecuadamente por el peso y longitud de las picas, por lo que son muy vulnerables si un ataque por la retaguardia o los flancos rompe sus filas.
Así la falange se rompió y los macedonios tuvieron que luchar en un combate cercano cuerpo a cuerpo, divididos en pequeños destacamentos que no pudieron impedir a los romanos el rodearlos y atacarles por la retaguardia aprovechando cada abertura en su línea. La resistencia fue pobre y acabaron huyendo, salvo 3000 veteranos macedonios que resistieron hasta el último hombre. Las laderas y la llanura quedaron cubiertas de cadáveres y las aguas del Leuco quedaron bañadas de sangre. Mientras la infantería de Perseo fue masacrada, su caballería huyó casi intacta porque siguiendo al monarca, que huyó de los primeros, con los jinetes odrisios de Cotis IV con rumbo a Pela. La matanza de la infantería permitió a los hombres montados huir, porque se interponía entre ellos y los romanos, que no pudieron perseguir a los jinetes. Si la batalla hubiera comenzado antes, los romanos habrían tenido luz solar suficiente para la persecución, pero no conocían el terreno para arriesgarse a seguirlos en la noche.
La falange fue masacrada desde todos los lados hasta que los supervivientes huyeron al mar, algunos arrojándose a las aguas y pidiendo a las tripulaciones de la flota que los dejara abordar. Pero los marineros, al ver la masa de hombres, creyeron que venían a atacarlos y se adentraron en el mar, forzando a los sobrevivientes a nadar aún más. Finalmente, los tripulantes empezaron a atacar a los supervivientes confundiéndolos con enemigos y les forzaron a volver a la costa, pero ahí fueron pisoteados por los elefantes, cuya caballería había llevado hacia la playa. Al final, la flota macedonia acabó atacada y sufriendo muchas pérdidas.
El procónsul acabó rápida y victoriosamente la guerra gracias a su propia habilidad y no por la fortuna en opinión de Plutarco. Esta victoria le dio mayor gloria a la República que la victoria sobre los cartagineses, pues Macedonia había sido el país que había conquistado un gran imperio siglos antes.

## Consecuencias

### Bajas
Acorde a Plutarco, los macedonios sufrieron más de 25 000 muertos, mientras que sus contrincantes apenas 80 según Nasica y 100 según Posidonio. Tito Livio rebaja las bajas de los vencidos a 20 000, lo que sigue siendo la mayor derrota que habían sufrido los macedonios, además de 6000 prisioneros y 5000 que se dispersaron por el país. Los vencedores habrían sufrido 100 muertos, la mayoría pelignos. También hubo un número mucho mayor de heridos. Se permitió a la infantería robar lo que pudieran de los muertos y a la caballería saquear la campiña, pero sin alejarse a más de dos días del campamento, que se trasladó más cerca de Pidna y el mar. También se enviaron cartas a Roma anunciando la victoria. Los macedonios e ilirios capturados fueron liberados como señal de misericordia.
Destacó en la batalla Marco Porcio Catón Liciniano, hijo de Catón el Viejo y yerno del procónsul. Luchó a caballo contra los más fuertes enemigos, y cuando fue derribado, un gran número de macedonios se abalanzó sobre él, pero Catón se levantó rápidamente y mató a muchos. Intentaron rodearlo y abrumarlo numéricamente, pero se defendió y cuando se le cayó su espada se lanzó con su escudo contra sus rivales para recuperarla, siendo visto por ambos ejércitos. Logró abrirse paso hacia los suyos tras sufrir muchas heridas pero su ejemplo inspiró a los legionarios. También desapareció el hijo menor de Paulo, y los legionarios llegaron a buscarlo entre los cadáveres al enterarse de la angustia de su comandante. Finalmente, en la noche en procónsul se alegró, pues apareció con algunos compañeros cubierto de sangre pues se había dedicado a perseguir sin misericordia a los vencidos. Este joven era Escipión Emiliano, el futuro conquistador de Cartago y Numancia.

### Fuga
Cuando las noticias de Pidna llegaron a Anfípolis, las mujeres fueron al templo de Diana y el gobernador Diodoro, temiendo que la guarnición de 2000 tracios saqueara la ciudad, fingió recibir una carta que anunciaba el ataque de la flota romana en las costas de la llanura de Ematia y la petición de refuerzos. Diodoro le pidió a los tracios ir en su ayuda, prometiéndoles que podrían matar fácilmente a muchos enemigos y obtener gran botín. También desacreditó las noticias de la derrota en Pidna, aduciendo que de ser real habrían llegado muchos dispersos a la ciudad. Los tracios salieron y el gobernador aprovechó para cerrar las puertas en cuanto se alejaron.
Perseo huyó a Pela con su caballería, que salvo prácticamente integra de la batalla. Sin embargo, cuando atravesó el bosque de Pieria la mayoría de sus jinetes se perdieron en la espesura y sólo unos pocos lograron mantenerse con él. Así, sin líderes, los hombres montados se dispersaron tratando de volver a sus hogares, algunos en dirección a Pela. Entró en la ciudad durante la noche, siendo recibido por el gobernador Eucto en el palacio real y mandando llamar a sus amigos, los que se negaron a visitarlo; cuando mató a sus tesoreros culpándolos de la derrota, nadie se quedó con él excepto Evander de Creta, Arquedemo de Etolia y Neón de Beocia. Durante aquellos momentos, hasta sus parientes empezaron a rebelarse contra él para evitar ser ejecutados también. De sus soldados sólo 500 cretenses le siguieron, no por lealtad sino por el tesoro que aún poseía, parte del cual dio a sus pocos seguidores para comprar la fidelidad de estos cretenses. Temeroso que los amigos que se negaran a ayudarlo lo entregaran a Paulo, el monarca decidió irse de la ciudad durante la noche, siendo abandonado por los pocos tracios odrisios que le quedaban. Siguieron a Anfípolis, tratando de cruzar el río Axios antes del amanecer, seguro que los romanos cesarían de perseguirlo en ese punto. En Anfípolis intentó convencer a los locales de apoyarlo militarmente con ayuda de Evander pero la asamblea de ciudadanos le mandó irse porque no deseaban ser destruidos por su causa. Además, poco antes les había llegado una carta romana ofreciéndoles la paz e informándoles de la proximidad de la flota de Octavio. Después de esto, mando traer sus tesoros del palacio y subirlos al barcos para bajar por el Estrimón, pero al llegar a la desembocadura muchos se hundieron. Así llegó a Galepso. Un día después desembarcaba en Samotracia para refugiarse en un templo de los dioscuros.
Paulo había detenido a los embajadores macedonios, que le desinformaron afirmando que Perseo estaba en Anfípolis, lo que le hizo enviar a Nasica con un pequeño contingente de infantes y jinetes a esa ciudad con órdenes de saquear toda la región de Sintice, para impedir al rey reorganizarse. Mientras, Octavio saqueaba Melibea (Melivia). En Aeginio (Kalambaka), su lugarteniente Cneo Anicio perdió 200 soldados en una salida de la ciudad porque los eginetas no sabían que la guerra había acabado. El procónsul decidió abandonar la idea de tomar Pidna y siguió hacia Pela, capital del reino. Encontró el recinto del tesoro vacío a excepción de los 300 talentos prometidos a los ilirios. En el palacio real recibió numerosas embajadas, especialmente de Tesalia. Tras enterarse de que el rey estaba en Samotracia, el procónsul marchó a Anfípolis.
El vencedor llegó a Anfípolis tres días después de la batalla y envió embajadores ofreciendo la paz. Los macedonios siempre habían sido leales a sus monarcas, pero viendo que Perseo estaba acabado se pusieron en manos de Paulo. Así, muchas ciudades se entregaron al enemigo, como Veria, Tesalónica, Pela y muchas otras en apenas dos días. Las ciudades no esperaban mucha piedad por la violencia del conflicto, pero los romanos resolvieron mostrarse magnánimos en su victoria. Cuando se supo que, al procónsul, en Anfípolis, durante un ritual de agradecimiento por la victoria, un rayo cayó sobre el altar y encendió el sacrificio que había entregado se asumió popularmente que tenía el favor divino. Cuatro días después de la victoria llegaron las noticias de Pidna a Roma, en medio de unos festejos religiosos. Rápidamente la alegría se extendió por toda la ciudad.
Por su parte, Pidna, la urbe más cercana al combate no había enviado embajadores. Estaba llena de fugitivos del combate y sus puertas estaban cerradas y reforzadas, así que se decidió enviar a unos griegos llamados Milo y Pantauco a negociar con Solón, gobernador local. Por estas conversaciones los fugitivos fueron expulsados de la ciudad, que acabó saqueada. Paulo mandó instalar gobernadores en las ciudades rendidas para impedir abusos ahora que se lograba la paz. De igual modo, los ilirios conservaron su libertad y pasaron a pagar la mitad de los impuestos que a su rey después de reunirse con 5 enviados del Senado.
Entre tanto, el almirante romano Cneo Octavio bloqueo Samotracia para evitar el escape de Perseo, aunque no podía arrestarlo por estar refugiado en el templo. Sin embargo, el rey convenció a un cretense llamado Oroandes de llevarlo a él y sus tesoros en un pequeño esquife. Así, en una noche el cretense subió los tesoros al navío y le dijo al monarca que llevara a su familia y ayudantes necesarios al puerto de Demetrium la noche siguiente, pero al llegar el momento Perseo sólo pudo ver a Oroandes hacerse a la mar con sus tesoros, equivalentes a 10 000 talentos de oro, y debió volver al templo antes que los romanos lo vieran, pero lo vieron. Su antiguo favorito, Ión, entregó a los hijos del rey a Octavio, provocando que el rey se rindiera. Fue llevado ante el procónsul, quien salió a recibirlo con sus amigos alegremente pero el monarca, dando un espectáculo indigno, se arrojó a sus pies, llorando y suplicando. Paulo lo miro tristemente y le dijo que no podía culpar a la Fortuna por su desgracia, siendo que él había hecho mucho por acabar derrotado, que tal indignidad llegaba a quitar mérito a la victoria del procónsul y que se deshonraba a sí mismo al quedar como un cobarde.
A pesar de aquello, el procónsul le tendió la mano y lo levantó, dejándolo a cargo de Quinto Elio Tuberón, luego se llevó a su tienda a los familiares y oficiales más jóvenes del monarca, reflexionando largamente en silencio. Posteriormente, le habló a estos oficiales sobre la fortuna y los asuntos humanos, aconsejándoles vivir humildemente y sin dejarse llevar por el orgullo cuando conocieran la victoria, pues las divinidades siempre podían castigarlos poniendo fin a su prosperidad.

### Paz

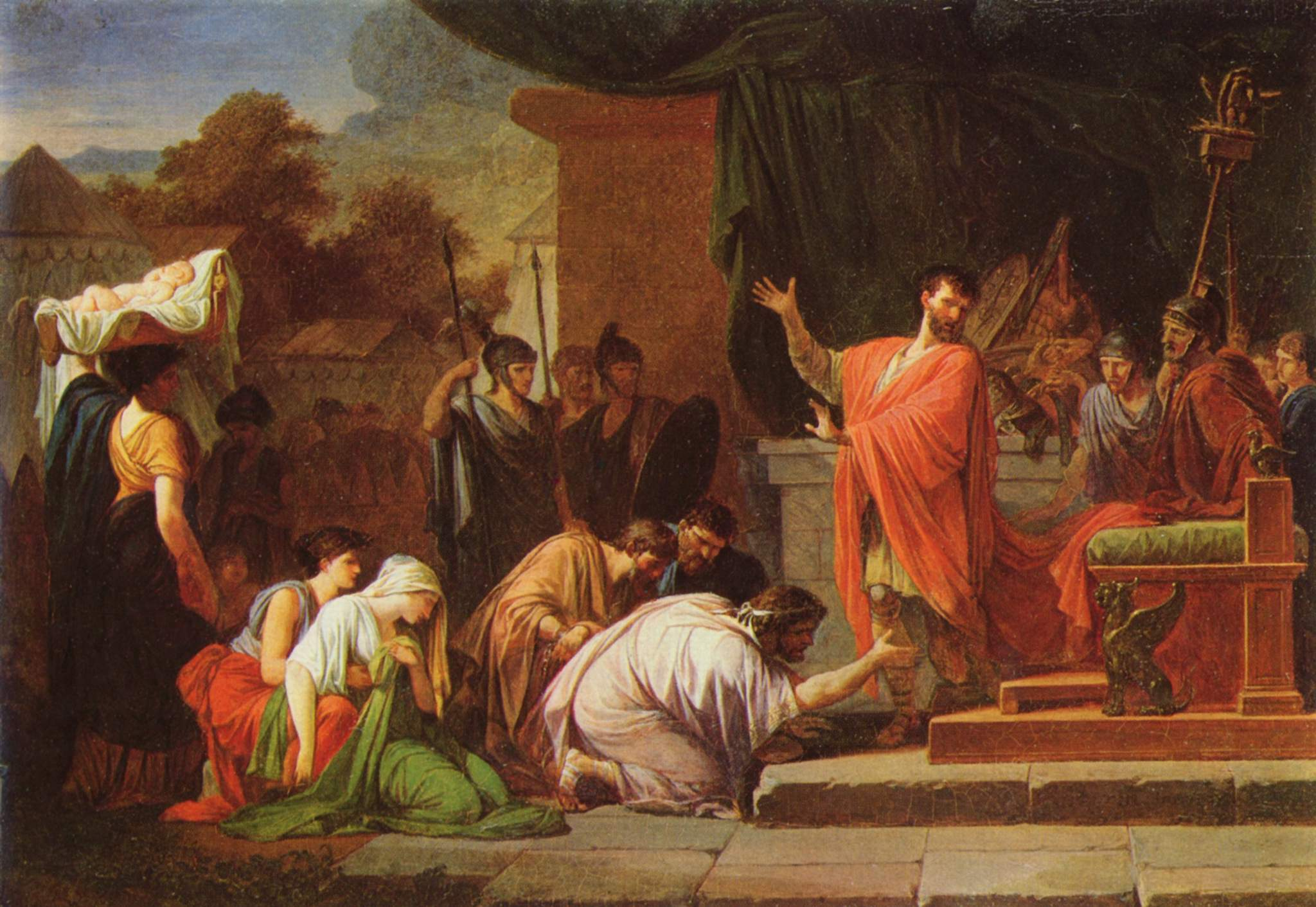
El rey Perseo ante Lucio Emilio Paulo, por Jean-François-Pierre Peyron, 1802.

Paulo dejó a su ejército descansando mientras él recorría Grecia. Restauró los gobiernos republicanos, permitió la elección de magistrados para el autogobierno de las urbes, estableció sus normativas civiles y dio regalos a las ciudades. En Delfos, en un alta columna cuadrada de mármol blanco donde se planeaba poner una estatua de Perseo, ordenó poner una propia justificándose en que se debía honrar a los conquistadores y no a los conquistados.
Cuando llegaron 10 comisionados desde Roma, devolvió el gobierno de Macedonia a sus locales pero exigiendo el pago de 100 talentos en tributo, menos de la mitad que solían pagar a sus reyes. Con el tesoro real pagó numerosos banquetes, juegos, concursos y sacrificios a los dioses, mostrándose tan amable que asombró a los griegos. Sin embargo, la mayor parte fue enviado a Roma. Según Polibio, el procónsul decía que: «Un hombre con una mente capaz de hacer buenos arreglos para los juegos, y administrar un suntuoso entretenimiento y banquete, también es capaz de reunir a sus tropas para enfrentar al enemigo con la habilidad de un general». Antes de regresar, resolvió demoler los muros de Demetríade, principal ciudad macedonia, separar Anfiloquía de Etolia, reunir a los nobles locales en una asamblea, liberándolos y prometiéndoles sacar a sus guarniciones. Luego redujeron sus cargas impositivas sobre la minería del reino para no causar tal rencor en los nativos que alguien los sublevara. Finalmente, una decena de comisionados fueron a Macedonia, procedentes de Acaya, Beocia, Acarnania, Epiro y Etolia con instrucciones de sus ciudades o ligas de cuáles debían ir a Roma y negociar con el Senado.
Macedonia fue dividida en cuatro ligas republicanas con guarniciones romanas, pero solo en sus fronteras con tribus bárbaras y con gobernadores a cargo de cobrar impuestos. La primera abarcaba las tierras entre los ríos Nesto y Estrimón, las fortalezas al este del Nesto (excepto Abdera, Maronea y Eno), también los que estaban al oeste del Estrimón, toda Bisaltia y Heraclea Síntica; la segunda estaba al este del Estrimón hasta el oeste del Axios; la tercera en las tierras al oeste del Peneo hasta los montes Verno; y la última desde esos montes hasta Iliria y Epiro. Sus respectivas capitales eran Anfípolis, Tesalónica, Pela y Pelagonia.
Después de hacer las paces con griegos y macedonios, marchó contra Epiro con la orden senatorial de permitir a los soldados saquear las ciudades. Pero deseando un ataque repentino, hizo llamar los 10 dignatarios principales de cada ciudad para anunciarles que en cierto día trajeran el oro y plata de sus casas y templos. Envió una tropa comandada por un oficial para recoger el dinero supuestamente, pero al llegar el día señalado 70 ciudades fueron saqueadas y 150 000 personas esclavizadas, la mayoría molosos. A pesar de toda esa destrucción ningún soldado raso recibió más de 11 dracmas.
Después de la guerra, enviados de Tracia y Rodas llegaron a Roma para pedir perdón por mostrarse favorables a Perseo, firmándose tratados de paz. Los negociadores rodios fueron convocados ante el Senado que felicitaron a los vencedores y rápidamente se fueron. También llegaron embajadas de numerosos pueblos aliados para felicitar al Senado por la victoria, las cuales fueron agradecidas y enviadas a casa. Caso aparte fueron los nobles etolios de dudosa lealtad; muchos fueron enviados a la capital republicana con sus familias y pasaron un largo tiempo ahí detenidos hasta que las embajadas de sus ciudades convencieron al Senado de liberarlos.

### Triunfo
Después, Paulo viajó a Orico, donde se embarcó para Italia con su ejército y remontando el Tíber en una galera real con 16 bancos de remos y adornadas con armas y telas escarlatas o púrpuras, atrayendo multitudes. Sus pretores Galo y Octavio celebraron sus propios triunfos de un día cada uno.
Sin embargo, sus legionarios habían visto el gran botín conseguido del monarca vencido y consideraban que no se les había dado lo merecido, por lo que no deseaban secundar a su comandante en un desfile triunfal. El tribuno militar Servio Sulpicio Galba percibió aquello y anunció abiertamente que el procónsul no merecía dicho honor, haciendo correr rumores llenos de calumnias entre los soldados y dando un discurso ante los tribunos de la plebe que fue largo y negativo hacia Paulo. Durante la noche, los soldados fueron con Galba y formaron una masa que se concentró en el Capitolio, motivando a los tribunos a organizar una asamblea para el amanecer.
Al alba comenzaron las votaciones y la primera tribu votó contra honrar al comandante. Esto provocó gritos de indignación del pueblo y acusaciones de los senadores a los legionarios, aparentemente dispuestos a todo por ofender al procónsul. Luego se abrieron paso entre la multitud para acercarse a los tribunos para pedir permiso de dar un discurso. Las votaciones se detuvieron en un total silencio, momento en que empezó a hablar un noble llamado Marco Servilio Púlex Gémino, quien había matado 23 enemigos en combate singular, afirmando que ahora sabía mejor que nunca lo grande que era Paulo, capaz de convertir un ejército en descomposición en uno victorioso que derrotó a los descendientes de Alejandro Magno y Filipo II. Luego les recordó a los romanos que al saber de la victoria en Pidna había hecho sacrificios en honor a los dioses, así que al negar el honor a quien había conseguido el triunfo le restaban honores a las divinidades. Anunció que las cicatrices eran señal del valor de un general y procedió a descubrir su pecho para mostrar una cantidad impresionante de heridas, volviéndose hacia Galba y diciéndole que podía burlarse de sus marcas, pero él se sentía honrado de mostrarlas a sus compatriotas porque las tenía por defenderlos. Finalmente, acusó a los legionarios de ser ingratos, porque en la guerra preferían recibir halagos a órdenes. Tras estas palabras el resto de las tribus votaron a favor del desfile.
Paulo celebró un gran triunfo de tres días entre el 27 y 29 de noviembre de 167 a. C.. El pueblo construyó andamios en los teatros y alrededor del Foro ocupó todo lugar desde donde ver la procesión; todos iban vestidos de blanco. Los templos estaban abiertos y llenos de guirnaldas e incienso mientras lictores y siervos contenían a la multitud.

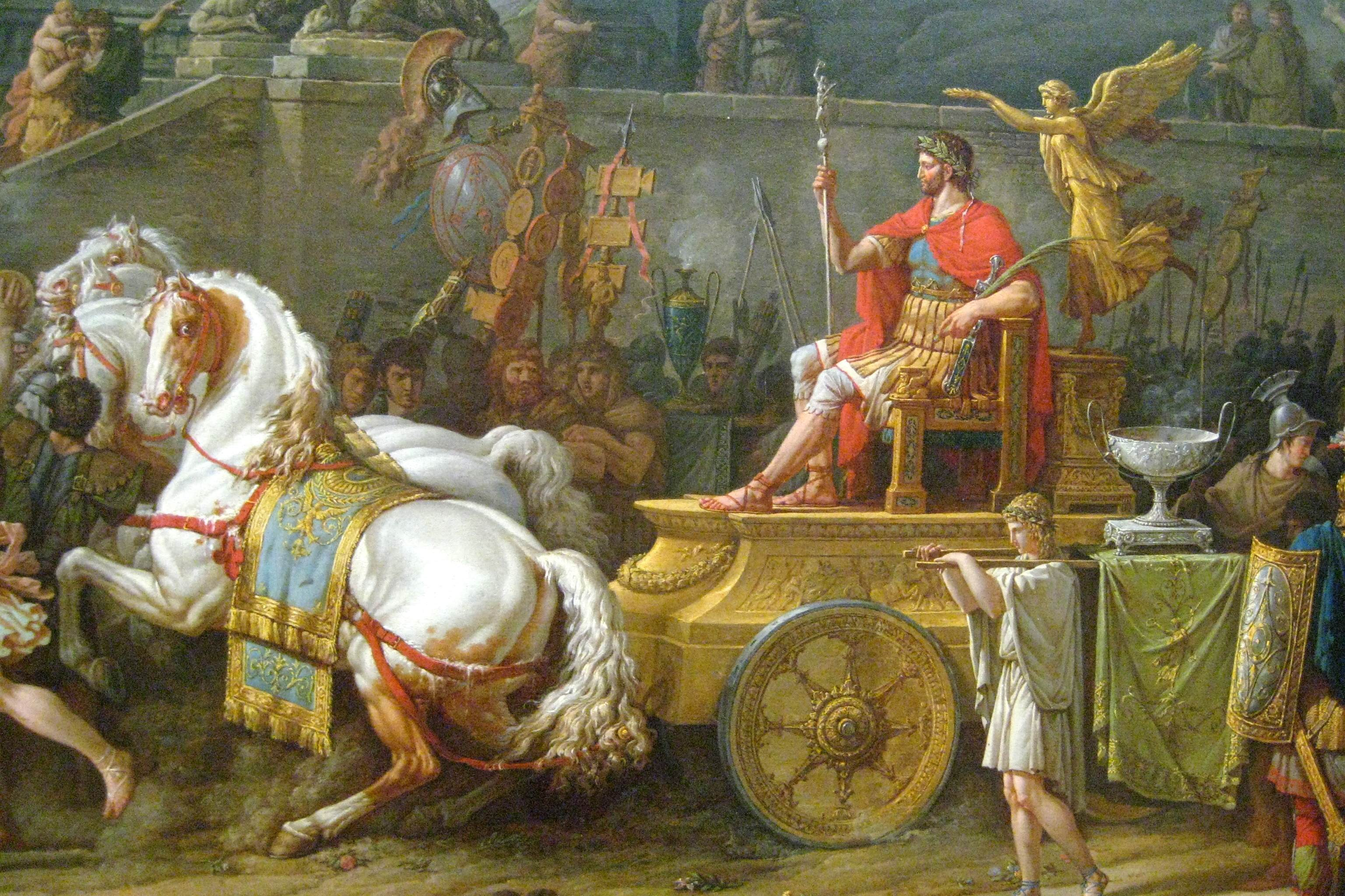
El triunfo de Emilio Paulo, Carle Vernet, 1789.

En el primer día abrieron la procesión los trompetistas seguidos por 300 carros con sarisas, arcos y jabalinas, muchos más con otros tipos de armas y 800 panoplias montadas en postes. La siguiente jornada se exhibieron a los nobles macedonios, pecheras, escudos y casos procedentes de Creta, escudos de mimbre, carcajes y bridas de Tracia, espadas y lanzas de Macedonia, 3000 hombres transportaron 750 recipientes llenos de 1000 monedas áureas y 20 000 argentíferas, placas dedicatorias, escudos dorados, copas, cuencos y cuernos tallados. Según Diodoro Sículo, la primera jornada se exhibieron también 1200 carros con escudos blancos de hierro y otros tantos cargados con escudos de bronce. En cambio, Plutarco sostiene que estos escudos se pasearon al segundo día. Otro punto de contradicción es que afirma Diodoro que en el segundo desfile se mostraron 500 carros con bustos y estatuas de dioses y hombres, mientras que Plutarco sólo habla de 250 carruajes con pinturas y estatuas colosales el primer día.
Durante la última jornada, trompetistas abrieron la procesión seguidos por 120 bueyes con cuernos dorados adornados con filetes y guirnaldas que iban a ser sacrificados y eran conducidos por jóvenes bien vestidos, siempre atendidos por niños que llevaban recipientes con vino hechos de plata y oro. Luego 120 hombres con 80 recipientes portaban monedas de oro y plata. Después portadores de cuencos consagrados hechos de 10 talentos de oro y adornados con piedras preciosas, una mesa áurea de Perseo, numerosos trabajos del mismo material, 200 colmillos de elefantes, un carro de guerra hecho de marfil y adornado con oro y joyas, un caballo enjaezado con materiales preciosos y un palanquín áureo de cortinas carmesí.
Más atrás, el rey con su diadema en sus manos, túnica oscura y las botas altas propias de su país. Sus dos hijos e hija iban como esclavos llorando junto a nobles y tutores. Los príncipes eran tan pequeños que no eran conscientes de lo que sucedía pero produjeron tanta compasión a los romanos que muchos lloraron al verlos pasar. Sin embargo, por orden senatorial la familia real fue enviada a la prisión de Alba, una mazmorra subterránea oscura, pequeña e impregnada por un hedor casi insoportable donde se encerraban a los condenados a penas capitales. Le acompañaban sus amigos y 250 oficiales más cercanos. Irónicamente, Perseo fue paseado en el desfile junto al tesoro que no había deseado gastar para aumentar sus fuerzas. Se exhibieron 400 coronas de oro que las ciudades griegas regalaron al vencedor. Finalmente, en un carro de marfil magníficamente adornado estaba el procónsul con una túnica púrpura entretejida de oro y corona de laurel. Le seguía su ejército cantando y portando ramas de laureles.
Por desgracia para el triunfador, sus dos hijos biológicos nacidos de su segundo matrimonio murieron: el mayor, de 14 años, cinco días antes del desfile, y el menor, de 12, tres días después del triunfo. Paulo prefirió llevar su dolor en privado para no rebajar la dignidad de su victoria. Este evento causó gran pesar entre el populacho. Poco después el procónsul defendió sus actos de campaña ante la asamblea de la plebe, destacando la rapidez de su victoria, algo que a él mismo lo habría asombrado, tanto como el enorme tesoro capturado y el buen retorno a Roma. También mencionó que prefería sufrir él una desgracia personal si a cambio la Fortuna le daba una gran alegría a su ciudad, lo que causó la admiración del pueblo.
En tanto, el rey estuvo 7 días en Alba, donde llegó a suplicar a los criminales que le compartieran de sus magras raciones y estos, por lastima ante su desgracia, le ayudaron. Incluso le hicieron llegar una espada y una cuerda por si quería suicidarse. Lo habría hecho de no ser por el líder senatorial Marco Emilio Lépido amonestó a sus colegas por el indigno trato que daban a un monarca. Perseo fue recibió una custodia más adecuada pero terminó por ofender a sus guardias, que eran de origen bárbaros, estos le impidieron dormir hasta que murió. Habían pasado dos años desde su derrota.
Emilio Paulo murió en el 160 a. C., siendo recordado como un noble guapo e inteligente que logró alcanzar todas las magistraturas que ofrecía la República, ganando elogios toda su vida y dejando una buena reputación al morir por dar tanto al bienestar de su país. Como muestra de su integridad, murió muy pobre a pesar de haber conseguido tan vastos botines de sus campañas en Hispania o Macedonia, pero no quiso quedárselos.

### Antiguas
- "Fasti Triumphales". En Degrassi, Attilio (1954). Fasti Capitolini recensuit: praefatus est, indicibus instruxit Atilius Degrassi. En aedibus I.B. Paraviae, pp. 90–110. Digitalizado en Attalus.
- Diodoro Sículo. Biblioteca histórica. Libros 29, 30 y 31 (fragmentos). Digitalizado por UChicago. Basado en traducción griego-inglés por F. R. Walton, volumen XI de Loeb Classical Library, 1957.
- Marco Juniano Justino. Epítome de las "Historias Filípicas" de Pompeyo Trogo. Libro 33. Digitalizado por Attalus. Basado en traducción griego antiguo-inglés por John Selby Watson, Londres: Henry G Bohn, 1853.
- Plutarco. Vida de Emilio en Vidas paralelas. Digitalizado por UChicago. Basado en traducción griego-inglés por Bernadotte Perrin, volumen VI de la Loeb Classical Library, 1918.
- Polibio. Historias. Libros 29, 30 y 31 (fragmentos). Digitalizado por UChicago. Basado en traducción griego-inglés por William Roger Paton, Harvard University Press, volumen VI de la Loeb Classical Library, 1927.
- Sexto Julio Frontino. Estratagemas. Libro 2. Digitalizado por UChicago. Basada en traducción latín-inglés por Charles E. Bennett, Loeb Classical Library, 1925.
- Tito Livio. Historia de Roma. Libros 42 y 44. Digitalizado por Perseus. Basado en traducción latín-inglés, notas e ilustraciones por William A. McDevitte, volumen 4 de Henry G. Bohn, John Child & sons, 1850.
- Zonaras. Epítome de historia. Libro 9. Digitalizado en Archive. Basado en traducción griego-latín de Moritz Pinder, volumen III de edición Theodor Buttner-Wobst, Bonn: Ed. Weberi, 1844.

### Modernas
- Esposito, Gabriele (2019). "Chapter 6: The Antigonid Army". En Armies of the Hellenistic States, 323 BC–AD 30: History, Organization & Equipment. Pen and Sword. ISBN 9781526730305.
- Kromayer, Johannes & Georg Veith (1922). "Der dritte Makedonische Krieg 171-168 v. Chr. Die Eroberung Istriens 178-177 v. Chr, Lissos 213 v, Chr." En Schlachten-Atlas zur antiken Kriegsgeschichte: 120 Karten auf 34 Tafeln ; mit begleitendem Text (2. Lieferung, Römische Abteilung 2): Von Cannae bis Numantia. Leipzig: H. Wagner & E. Debes, pp. 45–52. Digitalizado en Heidelberger historische Bestände.
- Sage, Michael (2013). "The Rise of Rome". Editado por Brian Campbell & Lawrence A. Tritle. The Oxford Handbook of Warfare in the Classical World. Oxford University Press. ISBN 9780199333806.
- Santosuosso, Antonio (1997). Soldiers, citizens, and the symbols of war: from classical Greece to republican Rome, 500-167 B.C.. Westview Press. Editado por Arther Ferrill. ISBN 9780813332765.